# Arestorides
Arestorides là một chi ốc biển, là động vật thân mềm chân bụng sống ở biển trong họ Cypraeidae, họ ốc sứ

## Các loài
Các loài thuộc chi Arestorides bao gồm:
- Arestorides argus (Linnaeus, 1758)

## Hình ảnh

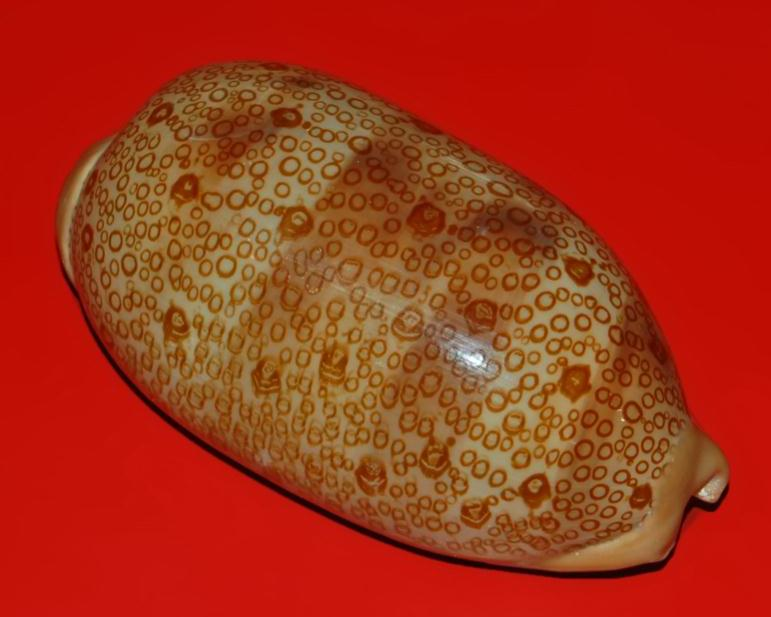